# 郭志堅
郭 志堅（かく ごうけん、グオ・ジージエン、1971年7月21日 - ）は、中華人民共和国のニュースキャスター、司会者。

## 略歴
1971年7月21日、河北省張家口市宣化県に生まれた。1992年に中国伝媒大学に入学しました。大学を卒業してから北京電視台に入り、ニュース番組のニュースキャスターを務めます。1998年、中国中央電視台に転入しました。2007年末、同局のメインニュース番組『新聞聯播』のアナウンサーに抜擢された。

## 担当番組
- 新聞聯播[1]